# Belgische biercultuur

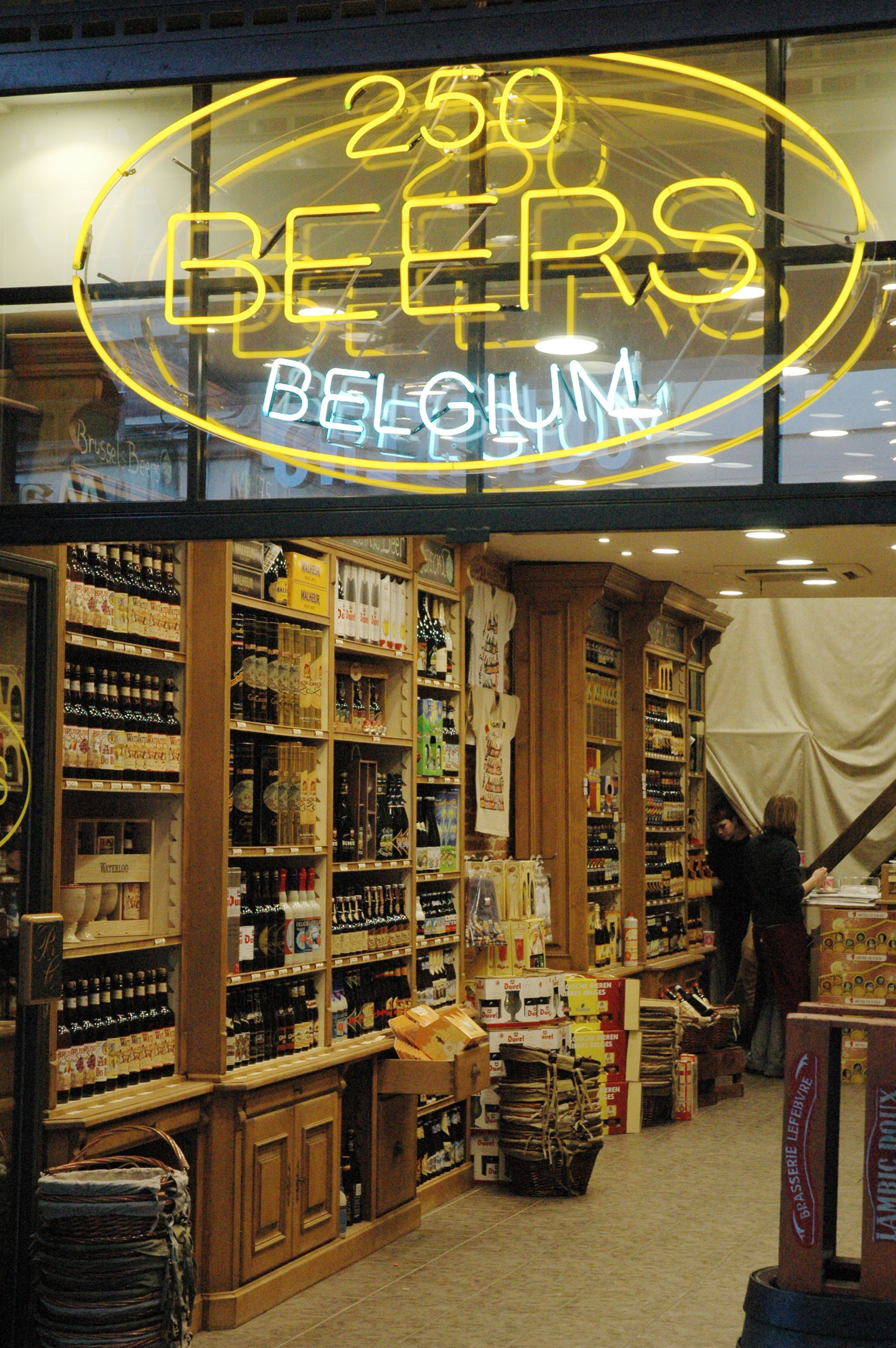
Een zaak in België met 250 biersoorten

De Belgische biercultuur is het geheel van zowel de variatie van biersoorten en -merken, als van de kwaliteit en de wijze van brouwen in België. Er zijn veel lokale Belgische bieren, gebrouwen door zowel de grotere gevestigde brouwerijen als door kleinere nieuwe ambachtelijke brouwerijen. Niet alleen het aanbod is groot; ook de vraag (de gebruiksgewoonten). De biercultuur uit zich onder meer in de drankkaarten in de meeste cafés of drankgelegenheden: overal zijn meerdere soorten Belgisch bier verkrijgbaar, veel meer dan in de omringende landen. In de meeste drankhandels zijn tientallen soorten bier verkrijgbaar. Veel restaurants hebben eveneens verschillende biersoorten op de drankkaart.
Het aandeel van de speciaalbieren op de Belgische markt steeg van begin jaren negentig van 10% tot 30% in 2013, en in 2023 tot 50%. Het aantal biersoorten is toegenomen van ongeveer 750 tot meer dan 4000 in 2023. De toename is vooral het gevolg van de opkomst van kleinere regionale brouwerijen. Anno 2023 telt België meer dan 400 brouwerijen en meer dan 300 bierfirma’s, bier- en geuzestekers.
Zythos organiseert jaarlijk het Zythos bierfestival. Ook het BAB-festival te Brugge (organisatie Brugse Autonome Bierproevers – een vereniging die ook bij Zythos is aangesloten) en het Belgian Beerweekend te Brussel (organisatie Belgische Brouwers – eerste weekend van september) behoren tot die categorie.

## Immaterieel cultureel erfgoed
Vanwege het bijzondere karakter van de Belgische biercultuur, en om de Vlaamse identiteit ook in dit opzicht te onderscheiden en te definiëren, werd deze in 2011 door Vlaams minister Joke Schauvliege op de lijst gezet van immaterieel cultureel erfgoed: de Inventaris Vlaanderen voor Immaterieel Cultureel Erfgoed. Dit is een van de voorwaarden voor eventuele latere opname op de UNESCO Representatieve Lijst van het Immaterieel Cultureel Erfgoed van de Mensheid. Op 30 november 2016 werd de Belgische biercultuur door de UNESCO tot immaterieel (cultureel) erfgoed verklaard.